# Simone Sorella
 (mai 2020).
Si vous disposez d'ouvrages ou d'articles de référence ou si vous connaissez des sites web de qualité traitant du thème abordé ici, merci de compléter l'article en donnant les références utiles à sa vérifiabilité et en les liant à la section « Notes et références ».
Simone Sorella (Venise, XVIe siècle - après 1592) était un architecte italien.

## Biographie
Qualifié par Tommaso Temanza d'architecte médiocre, il a travaillé sur plusieurs chantiers publics, à Venise ou dans ses possessions.
Il fut l'architecte du procurateur de Saint-Marc, chargé de la reconstruction de la basilique Saint-Marc.
En 1578, il fait partie des architectes auxquels on demande conseil sur la restructuration du palais des Doges.
Il dessine les plans de l’église San Lorenzo et le clocher de l’église San Giorgio dei Greci, construit par Bernardo Ongarin entre 1587 et 1592.
Il termine en 1610 l'église San Giorgio Maggiore commencée par Andrea Palladio dont il était l'élève.